# ارتفاع فوق مستوى الأرض

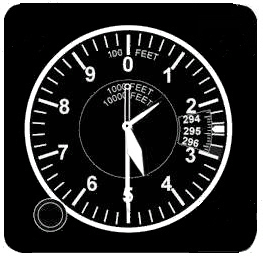
يشير المقياس إلى ارتفاع 14500 قدم فوق نقطة مستوى سطح البحر حيث يجب أن يكون ضغط الهواء 29.48 بوصة زئبقية

في الطيران وعلوم الغلاف الجوي والبث، الارتفاع فوق مستوى الأرض (height above ground level) اختصاراً (AGL أو HAGL) هو ارتفاع يقاس فيما يتعلق بسطح الأرض الأساسي. هذا على عكس الارتفاع فوق مستوى سطح البحر (AMSL أو HAMSL)، والارتفاع فوق الإهليلجي (HAE، كما ورد في جهاز استقبال GPS)، أو الارتفاع فوق متوسط التضاريس (AAT أو HAAT، في هندسة البث). بمعنى آخر، تشير هذه التعبيرات (AGL، AMSL، HAE، AAT) إلى مكان وجود «المستوى الصفري» أو «الارتفاع المرجعي» - المرجع الرأسي -.
| اختصار      | تمثل                            | الاستخدام الرئيسي                | مستوى الصفر               | اجهزة القياس              |
| ----------- | ------------------------------- | -------------------------------- | ------------------------- | ------------------------- |
| AGL، HAGL   | Height Above Ground LevelL evel | الطيران وعلوم الغلاف الجوي والبث | سطح الأرض                 | مقياس الارتفاع الراداري   |
| AMSL، HAMSL | Height Above Mean Sea Level     | بحري، تقنيات، جغرافيا            | متوسط مستوى سطح البحر     | مقياس الارتفاع البارومتري |
| HAE         | Height Above Ellipsoid          | الملاحة والعلوم                  | نموذج سطح الرياضيات WGS84 | مستقبل GPS                |
| AAT، HAAT   | Height Above Average Terrain    | البث، الشبكات الخلوية            | متوسط السطح المحيط        |                           |

## طيران
يجب أن يعتمد الطيار الذي يحلق على متن طائرة بموجب قواعد الطيران الآلي (عادةً في ظل ظروف الرؤية السيئة) على مقياس الارتفاع للطائرة ليقرر وقت نشر معدات الهبوط والاستعداد للهبوط. لذلك، يحتاج الطيار إلى معلومات موثوقة عن ارتفاع الطائرة فيما يتعلق بمنطقة الهبوط (عادةً مطار). يمكن ضبط مقياس الارتفاع، الذي عادة ما يكون بارومترًا يتم معايرته بوحدات المسافة بدلاً من الضغط الجوي، بطريقة تشير إلى ارتفاع الطائرة فوق الأرض. يتم ذلك عن طريق التواصل مع برج المراقبة في المطار (للحصول على ضغط السطح الحالي) وضبط مقياس الارتفاع بحيث يقرأ الصفر على أرض ذلك المطار. قد يؤدي الخلط بين (AGL) و (AMSL)، أو المعايرة غير الصحيحة لمقياس الارتفاع، إلى تحليق نحو التضاريس، وتحطم الطائرة تعمل بكامل طاقتها وتحت سيطرة طيار.
في حين أن استخدام ضبط مقياس الارتفاع البارومتري الذي يوفر قراءة صفرية على أرض المطار هو مرجع متاح للطيارين، إلا أنه في الطيران التجاري إجراء خاص بالبلد ولا يتم استخدامه غالبًا (يتم استخدامه، على سبيل المثال، في روسيا، وعدد قليل من البلدان الأخرى). تستخدم معظم البلدان (الشرق الأقصى، وأمريكا الشمالية والجنوبية، وكل أوروبا، وأفريقيا، وأستراليا) ارتفاع مطار (AMSL) (فوق متوسط مستوى سطح البحر) كمرجع. أثناء الاقتراب من الهبوط، هناك العديد من المراجع الأخرى المستخدمة، بما في ذلك (AFE) (فوق ارتفاع المجال) وهو الارتفاع الذي يشير إلى أعلى نقطة في المطار، أو (TDZE) (ارتفاع منطقة الهبوط) أو (TH (ارتفاع العتبة) والتي تشير إلى الارتفاع من نهاية هبوط المدرج قياس (AMSL) و (AGL) على التوالي.
بشكل عام، يشير «الارتفاع» ("altitude") إلى المسافة فوق متوسط مستوى سطح البحر (MSL أو AMSL)، ويشير «الارتفاع» ("height") إلى المسافة فوق نقطة معينة (على سبيل المثال، المطار أو المدرج أو الأرض في الموقع الحالي)، ويصف «الارتفاع» ميزة التضاريس نفسها من حيث المسافة فوق MSL. إحدى الذكريات التي يمكن استخدامها هي: إذا كان ارتفاعًا يمكنك الطيران هناك، وإذا كان ارتفاعًا يمكنك المشي هناك، وإذا كان الارتفاع، فهذا هو المسافة التي ستسقطها الصخرة قبل أن تصل إلى الأرض.

## علوم الغلاف الجوي
في دراسات الطقس والمناخ، غالبًا ما تحتاج القياسات أو عمليات المحاكاة إلى الإشارة إلى ارتفاع أو ارتفاع معين، وهو بطبيعة الحال (AGL). ومع ذلك، فإن قيم المتغيرات الجيوفيزيائية المقاسة في أماكن مختلفة على سطح (الأرض) الطبيعي قد لا يمكن مقارنتها بسهولة في التضاريس الجبلية أو الجبلية، لأن جزءًا من التباين الملحوظ يرجع إلى التغيرات في ارتفاع السطح. لهذا السبب، يتم أحيانًا «تقليل» المتغيرات مثل الضغط أو درجة الحرارة لتعني مستوى سطح البحر.
في نماذج الدوران العامة ونماذج المناخ العالمي، يتم تحديد حالة وخصائص الغلاف الجوي أو حسابها في عدد من المواقع والارتفاعات المنفصلة. عندما يتم تمثيل تضاريس القارات بشكل واضح، يتم تعيين ارتفاعات هذه المواقع فوق مستوى الأرض المحاكى. غالبًا ما يتم تنفيذ ذلك باستخدام ما يسمى بنظام إحداثيات سيجما، وهو نسبة الضغط في موقع (خط العرض، خط الطول، الارتفاع) مقسومًا على الضغط عند الحضيض لهذا الموقع على سطح الأرض (نفس خط العرض، نفس خط الطول، ارتفاع AGL = 0).

## البث
في البث، يكون للارتفاع (AGL) تأثير مباشر ضئيل نسبيًا على مدى بث المحطة. بدلاً من ذلك، هو (HAAT) (الارتفاع فوق متوسط التضاريس في المنطقة المحيطة) الذي يستخدم لتحديد المسافة التي ستقطعها محطة البث (أو أي نوع آخر من الإرسال VHF أو الترددات الراديوية الأعلى).
ومع ذلك، من منظور سلامة الطيران، فإن الجانب الأكثر أهمية هو ارتفاع برج الراديو المستخدم لدعم هوائي الراديو. في هذه الحالة، يعد الارتفاع (AGL) هو المقياس المهم الوحيد لسلطات الطيران، والذي يتطلب أن تحتوي بعض الأبراج العالية على طلاء وأضواء تحذير مناسبة للطائرات لتجنب الاصطدامات.

## روابط خارجية
- AGL في مجال الطيران